# Замок Клоган (Оффалі)
Замок Клоган (англ. Cloghan Castle) — один із замків Ірландії, розташований в графстві Оффалі, за 3 милі на північний захід від міста Банегер, на землі, що називається Лусмах. Поруч течуть річки Шеннон, Лусмах, Мала Бросна. Належить до єпархії Клонферт. Тут єдиний прихід єпархії Клонферт на схід від річки Шеннон. До 1373 року ці землі належали юридично королівству Коннахт. Згідно досліджень О’Келлі назва Лусмах означає «Рівнина цілющих трав». У християнські часи ці землі називались Кілл Мохонна (церква Святого Мохонна). Святий Кронан заснував тут монастир, що був діючий протягом 600 років – до 1203 року. У 1810 році цим землям повернули назву Лусмах.    

## Історія замку Клоган
Замок Клоган був побудований біля 600 року як монастир святого Кронана. Після англо-норманського завоювання Ірландії і захоплення монастирських земель і монастиря англо-норманськими феодалами монастир був перебудований під оборонний замок у 1203 році. Була побудована навколо замку і веж оборонна стіна. Частина цього замку і досі існує. Але ірландські клани були незадоволені захопленням їхніх земель і вели постійну війну проти англо-норманських феодалів. Один з ірландських ватажків – вождь клану О’Мадден – Еоган О’Мадден захопив замок Клоган і повернув собі землі навколо замку в 1336 році. Володіння цього клану, що вважав себе окремим королівством простяглися зі сходу на захід у нинішніх графствах Оффалі та Ґолвей, включаючи землі Ловгреа. У 1595 році замок зазнав нападу англійських військ під проводом сера Вільяма Рассела – лорд-заступника Ірландії і був захоплений і зруйнований. Замок і землі Клоган були конфісковані короною Англії. У 1601 році замок і землі Клоган площею 6000 акрів землі були даровані серу Джону Муру за вірну службу королеві Англії. Він перебудував замок, покрив його новим дахом з дубових дощок. Але сер Джон Мур втратив всі свої посади, коли було виявлено, що він є таємним католиком. Проте замок лишився у власності родини Мур. У 1641 році спалахнуло повстання за незалежність Ірландії. Після придушення повстання всі землі і замки які належали католикам конфісковувались, навіть якщо власники не підтримали повстання. Не оминуло це і родину Мур. Замок Клоган зайняли солдати Олівера Кромвеля у 1654 році. Англійський гарнізон залишався в замку Клоган до 1683 року, коли король Англії Карл ІІ повернув замок родині Мур. Власницею замку стала Гаррет Мур. У 1689 та в 1690 році замок був ареною боїв  під час так званих вільямітських (якобітських) війн. Замок займали гарнізони якобітів – прибічників католицького короля Якова ІІ скинутого з трону протестантом Вільямом ІІІ. Сліди тодішніх боїв все ще можна побачити на стінах замку. Родина Мур були хорошими поміщиками і господарями, враховували інтереси селян та орендарів, під час Великого Голоду 1845 – 1847 років намагались допомогти голодуючим. У результаті цього родина Мур стала банкрутами і змушена була продати замок і землі. Замок купив доктор Роберт Грейвс – доктор з Дубліна, що досліджував дифузний токсичний зоб. Але він помер через рік після купівля замку. Після його смерті його смерті його вдова вигнала більше 100 селян з їхніх земель. Його онук продав землі і замок Клоган у 1908 році і виїхав до Австралії, де живуть його нащадки до нинішніх часів. Землі Клоган-Лусмах перейшли у відання земельної комісії Ірландії, яка поділила ці землі між місцевими фермерами близько 1910 року. 